# Front Autonomiste de Liberation
EL-Front Autonomiste de Liberation (EL-FAL) fou un moviment nacionalista alsacià fundat el 1975 pels antics membres del MRAL dirigit per Ferdinand Moschenross, Bernard Wittmann i Hans Zorn, que es proclamen no separatistes, sinó partidaris d'una Unió Europea i que el veritable separatista és l'estat centralista que parteix artificialment les comunitats culturals. Les seves reivindicacions se centren en tres punts:
- Reconeixement del fet nacional alsacià (Alsàcia és una nació).
- Elecció d'una Assemblea Alsaciana per sufragi universal que nomeni un executiu alsacià.
- Formació d'una Confederació Renànica dins una Europa dels Pobles.

Aquest grup formaria part de l'Oficina Europea de les Nacions Sense Estat, més tard integrada a la Conferència de Nacions Sense Estat d'Europa Occidental, amb Strollad ar Vro, Volksunie, Partit Nacionalista Basc, Plaid Cymru, Partit Nacional Escocès i altres. A les eleccions cantonals franceses de 1976 va obtenir l'11% dels vots al cantó d'Estrasburg-4. El 1977 Ferdinand Moschenross abandona el grup per fundar l'Elsass-Lothringischer Volksbund (ELV). Presentà tres candidats a les eleccions legislatives franceses de 1978.